# 메티마졸
메티마졸(영어: methimazole) 또는 티아마졸(영어: thiamazole)은 갑상샘기능항진증을 치료하기 위해 사용하는 약물이다. 적응증인 갑상샘기능항진증에는 그레이브스병, 중독성 다결절 갑상샘종, 갑상샘 위기 등이 포함된다. 경구로 투여한다. 완전히 효과가 나타나려면 몇 주가 걸린다.
흔한 부작용에는 가려움, 탈모, 구역질, 근육통, 부종, 복통이 있다. 심각한 부작용에는 혈구감소증, 간독성, 혈관염이 있다. 태아의 선천성 기형을 유발할 수 있기 때문에 임신 초기에는 사용을 권장하지 않는다. 수유 중에는 사용할 수도 있으나, 대한민국에서는 수유부에게도 사용을 금지하고 있다. 메티마졸에 심각한 부작용을 보인 환자는 같은 항갑상샘제인 프로필티오우라실(PTU)에도 부작용을 나타내기도 한다. 메티마졸은 티오아마이드이며 갑상샘호르몬 생산을 줄이는 작용을 한다.
메티마졸은 1950년 미국에서 처음으로 사용이 승인되었다. WHO 필수 의약품 목록에 등재되어 있다. 복제의약품도 이용 가능하다. 유럽이나 아시아에서도 사용 가능한 약물이다. 2020년 기준으로 미국에서 200만 건 이상 처방되어 206번째로 많이 처방된 약물로 기록되었다.

## 의학적 사용
갑상샘기능항진증을 치료하기 위해 사용되며, 아전(subtotal) 갑상샘절제술이나 방사선 아이오딘 요법을 시행하기 전의 갑상샘기능항진증 환자에게 먼저 투여하기도 한다. 사람뿐만 아니라 고양이의 갑상샘기능항진증을 치료할 때도 사용한다.

## 작용 기전
메티마졸은 갑상샘호르몬 합성에 관여하는 갑상샘과산화효소를 억제한다. 구체적으로는 아이오딘 음이온(I−)을 아이오딘 분자(I2)나 하이포아아이오딘산(HOI)으로 산화시켜 아이오딘이 갑상샘호르몬 전구체인 갑상샘글로불린에 티로신 잔기가 추가되도록 촉진한다. 이 과정은 갑상샘호르몬인 트라이아이오도티로닌(T3)과 티록신(T4) 합성에 필수적인 단계이다.
갑상샘 소포세포의 기저측막(basolateral membrane)에 위치한 나트륨/아이오딘 공동수송체(NIS)의 작용은 억제하지 않는다. 나트륨/아이오딘 공동수송체를 억제하는 물질에는 과염소산염, 티오시안산염 등의 경쟁적 저해제가 있다.
한편 CXCL10의 분비를 조절하는 작용을 한다고도 알려져 있다.

## 화학
이미다졸 유도체인 메티마졸은 하얀색 내지 광택 없는 갈색의 결정성 분말로, 특징적인 냄새가 난다. 끓는점은 280 °C이다. 물, 에탄올, 클로로포름에는 모두 잘 녹으나 에테르에는 잘 녹지 않는다. 추출제제로는 주사 용액과 알약 형태가 있다.
메티마졸은 하이드록실 라디칼(•OH) 등의 라디칼에 대한 제거제(항산화물질)로 작용한다. 유기화학에서는 자유 라디칼의 제거제로 이용된다.